# Calliostoma platinum
Calliostoma platinum är en snäckart som beskrevs av Dall 1890. Calliostoma platinum ingår i släktet Calliostoma och familjen Calliostomatidae. Inga underarter finns listade i Catalogue of Life.